# Enontekiö
Enontekiö [ˈɛnɔntɛkiœ] (sami septentrional, Eanodat, sueco Enontekis) es un municipio de Finlandia en Laponia.
En 2022, el municipio tenía una población de 1813 habitantes. El centro administrativo de Enontekiö es la villa de Hetta.
Está situado en el extremo noroeste del país y ocupa una zona muy amplia y escasamente poblada de alrededor de 8.400 km 2 entre la frontera sueca y la noruega. El punto más alto de Finlandia, el monte Halti se alza con sus 1.324 m s. n. m., en el norte de Enontekiö, donde el municipio ocupa una parte de los Alpes escandinavos.  Alrededor de una quinta parte de la población del municipio son lapones. Las principales industrias de Enontekiö son el turismo y la cría del reno.